# Estação Ferroviária de Viana
Viana, antigamente chamada Quilómetro 21, é uma interface ferroviária do Caminho de Ferro de Luanda que serve o município de Viana, em Angola.

## História
O nome do município de Viana nasceu de um simples lugar ermo, possivelmente na década de 1920, onde foram assentes carris do caminho de ferro, na confluência do rumo para Calumbo, Bom Jesus do Cuanza, e Catete, sentido de drenagem dos produtos que demandavam do Cuanza em direcção ao porto de embarque de Luanda.
Durante largos anos, apenas conhecido por "Quilómetro 21", apeadeiro do Caminho de Ferro de Luanda que, mais tarde, viria a adoptar o nome de um velho agulheiro chamado António Viana.
O antigo edifício de passageiros era idêntico ao da estação de Hia e da encerrada estação de Queta.

## Serviços
A interface é servida por comboios suburbanos, e pelos serviços de longo e médio curso.

## Modernização
Esta estação é uma das seis interfaces do Caminho de Ferro de Luanda em remodelação como parte das obras de duplicação e ligação ao Aeroporto Internacional Dr. António Agostinho Neto. Está a ser construído um novo edifício multimodal.